# 颅顶眼

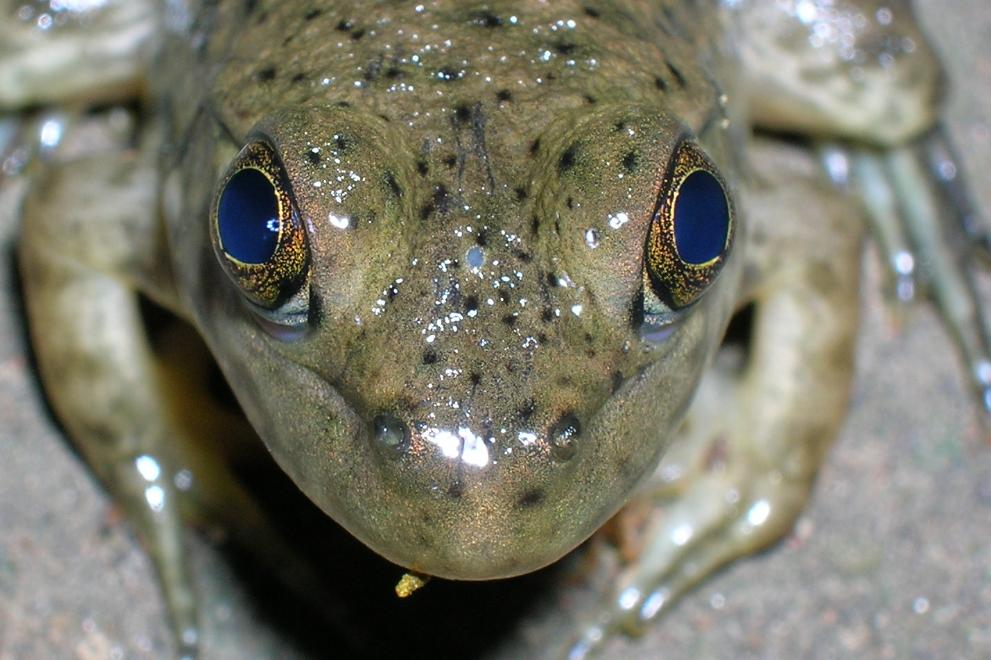
幼年美国牛蛙的颅顶眼（在两眼间非常小的灰色椭圆形结构）

颅顶眼（英文：Parietal eye），也被称为第三眼（third eye）、松果眼（pineal eye），是一些鱼类、两栖类、爬行类动物上丘脑的一部分。 颅顶眼位于头顶，可感光，并与松果体有联系，一同负责调节昼夜节律以及体温调节。

## 相关物种

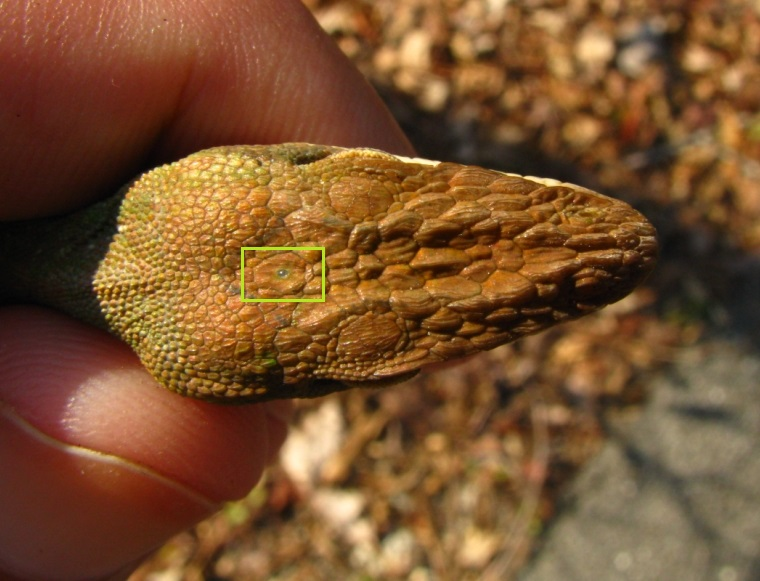
綠變色蜥的颅顶眼 （小型灰色椭圆状结构）

拥有颅顶眼的物种包括喙头蜥、大多数蜥蜴、蛙（无尾目）、蝾螈（有尾目）、鲨鱼、七鳃鳗（Lamprey）、一些种类的硬骨鱼等。 哺乳动物则不具有颅顶眼，但其已灭绝的近亲兽孔目动物有颅顶眼。 此外，龟鳖目和主龙类动物（如鸟类和鳄鱼）也不具有颅顶眼。

## 解剖学

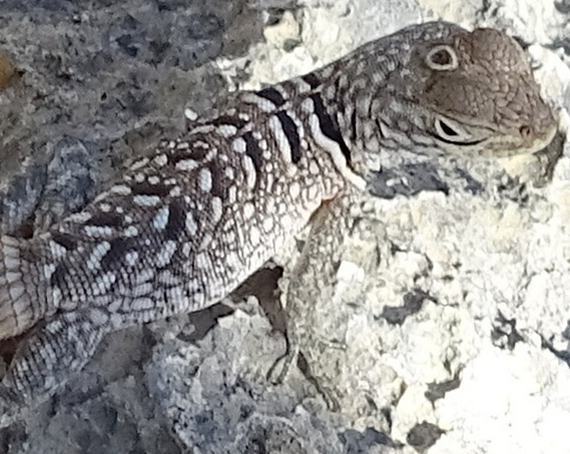
馬島稜尾鬣蜥的颅顶眼（头顶明显的圆形黑体白边结构）

在相关物种中，颅顶眼比双眼要小得多，且在现今物种中，颅顶眼被皮肤覆盖，从外界不容易观察到。 与脊椎动物正常视力利用视杆细胞和视锥细胞进行感光不同，颅顶眼使用了不同的生化方法进行感光。
在相关物种中，颅顶眼（松果眼）属于上丘脑的一部分，上丘脑还包括松果体。